# Бальтасар Кормакур
Бальтасар Кормакур (ісл. Baltasar Kormákur; *27 лютого 1966) — ісландський актор, режисер театру та кіно. Найбільш відомий як режисер фільмів 101 Reykjavík (101 Рейк'явік), Hafið (Море), A Little Trip to Heaven (Подорож до раю), (з Юлією Стайлс та Форестом Вітейкером), та фільму за мотивом книги Інфікована кров (Mýrin) Арналдура Індрідасона.
Його фільм Інфікована кров здобув Кришталевий Глобус на фестивалі Кінофестивалі у Карлових Варах 2007 року.

## Фільмографія
Як режисер
- 101 Рейк'явік (2000)
- Hafið (Море, 2002)
- A Little Trip to Heaven (Невелика подорож до раю, 2005)
- Mýrin (Погана кров, 2006)
- Brúðguminn (Весілля в білу ніч, 2008)
- Inhale (2010)
- Контрабанда (2012)
- Djúpið (2012)
- Два стволи (2013)
- Еверест (2015)
- Eiðurinn (2016)
- У полоні стихії (2018)
- Катла (2021)
- Звір (2022)

Як актор
- Djöflaeyjan (Острів диявола, 1996) — Бадді (Baddi)
- Englar alheimsins (Ангели всесвіту, 2000) — Олі (Óli)
- No Such Thing (Не те, 2001) — др. Артауд (Dr. Artaud)
- Reykjavík-Rotterdam (Рейк'явік—Роттердам, 2008) — Крістофер (Kristófer)